# تیم ملی بسکتبال اتیوپی
تیم ملی بسکتبال اتیوپی، نماینده اتیوپی در مسابقات بین المللی بسکتبال است. این تیم توسط فدراسیون بسکتبال این کشور (EBF) اداره می شود. 
اتیوپی در سال ۱۹۴۹ به فیبا پیوست و دارای طولانی ترین سنت بسکتبال در جنوب صحرای آفریقا است. این تیم که یکی از اعضای موسس مسابقات قهرمانی آفریقا بود، زمانی جزو ۵ تیم برتر آفریقا بود. اما از اواسط دهه ۱۹۶۰، این تیم قدرت خود را از دست داد.